# くちばしにチェリー
「くちばしにチェリー」は、EGO-WRAPPIN'の2枚目のシングル。

## 解説
表題曲「くちばしにチェリー」はアルバム『Night Food』からのリカットシングルで、読売テレビ制作日本テレビ系ドラマ『私立探偵 濱マイク』に主題歌として提供された楽曲。主演の永瀬正敏がEGO-WRAPPIN'のファンであるということをきっかけにドラマのために書き下ろした。カップリング曲には夜食をテーマに制作されたトロピカル・ナンバー「クイック・マダム 」と2002年5月20日青山CAYでの「SUGAR」のライブ音源を収録。

## 収録曲
| 全作詞: 中納良恵、全作曲: 中納良恵、森雅樹、全編曲: EGO-WRAPPIN'。 |                        |          |                  |      |
| #                                                                  | タイトル               | 作詞     | 作曲・編曲       | 時間 |
| 1.                                                                 | 「くちばしにチェリー」 | 中納良恵 | 中納良恵、森雅樹 | 4:21 |
| 2.                                                                 | 「クイック・マダム」   | 中納良恵 | 中納良恵、森雅樹 | 2:49 |
| 3.                                                                 | 「SUGAR（LIVE）」      | 中納良恵 | 中納良恵、森雅樹 | 3:30 |

## カバー
- ピストルバルブ - 2009年（シングル「My Voice」のカップリング曲）

### 音楽ゲーム
- 「REFLEC BEAT limelight」収録
- 「jubeat copious APPEND」収録